# So Sexy
A So Sexy című dal az amerikai Shanice 3. és egyben utolsó kimásolt kislemeze az Every Woman Dreams című ötödik stúdióalbumról. A dal nem volt túl sikeres, slágerlistás helyezést nem ért el.

## Megjelenés
12"  Playtyme Music – PT92206
- A1	So Sexy (Main With Rap)
- A2	So Sexy (Instrumental)
- A3	So Sexy (Acapella)
- B1	Get Up (LP)
- B2	So Sexy (Acapella No Rap)